# Celebeshavet
Celebeshavet (indonesisk: Laut Sulawesi) er et randhav til Stillehavet, beliggende syd for Filippinerne og nord for den indonesiske ø Sulawesi (Celebes). Makassarstrædet forbinder Celebeshavet med Javahavet i sydvest. Havet er 675 km fra nord til syd og 837 km fra øst til vest. Samlet areal er 280.000 km² og dybeste punkt er 6200 meter.
3°N 122°Ø / 3°N 122°Ø